# Parafia św. Wojciecha w Malużynie
Parafia pw. Świętego Wojciecha w Malużynie – parafia rzymskokatolicka należąca do dekanatu ciechanowskiego zachodniego, diecezji płockiej, metropolii warszawskiej. 